# 馬希謝
馬希謝是莫桑比克的城市，由伊尼揚巴內省負責管轄，位於該國南部首都馬普托東北368公里，處於莫桑比克海峽沿岸地區，2007年人口105,895。
23°52′S 35°21′E / 23.867°S 35.350°E